# Els xiquets de Windermere

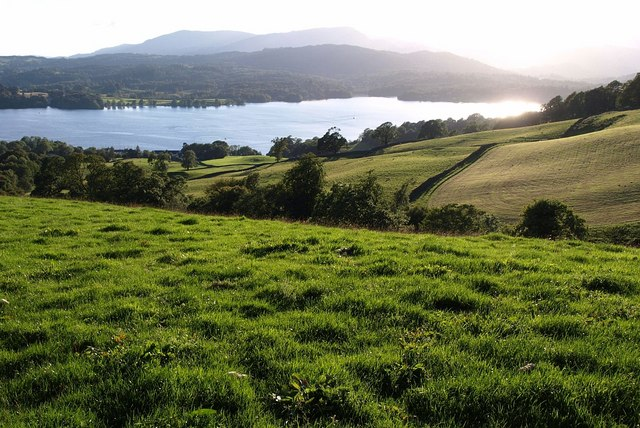
Lloc de rodatge del llac Windermere.

Els xiquets de Windermere (títol original en anglès, The Windermere Children) és una pel·lícula dramàtica biogràfica del 2020 escrita per Simon Block i dirigida per Michael Samuels.
Basada en l'experiència dels nens supervivents de l'Holocaust, segueix els infants i el personal d'un campament establert a la finca de Calgarth a Troutbeck Bridge (Anglaterra), prop del llac Windermere, on els supervivents van rebre ajuda per rehabilitar-se, reconstruir les seves vides i integrar-se a la societat britànica. La pel·lícula va ser produïda per Simon Block com a productor executiu amb Nancy Bornat com a productora de fet i Ben Evans com a productor de desenvolupament. La pel·lícula es va emetre per primera vegada a BBC Two el gener de 2020. S'ha doblat al valencià per a À Punt.